# Charles Louis Joseph Belhague

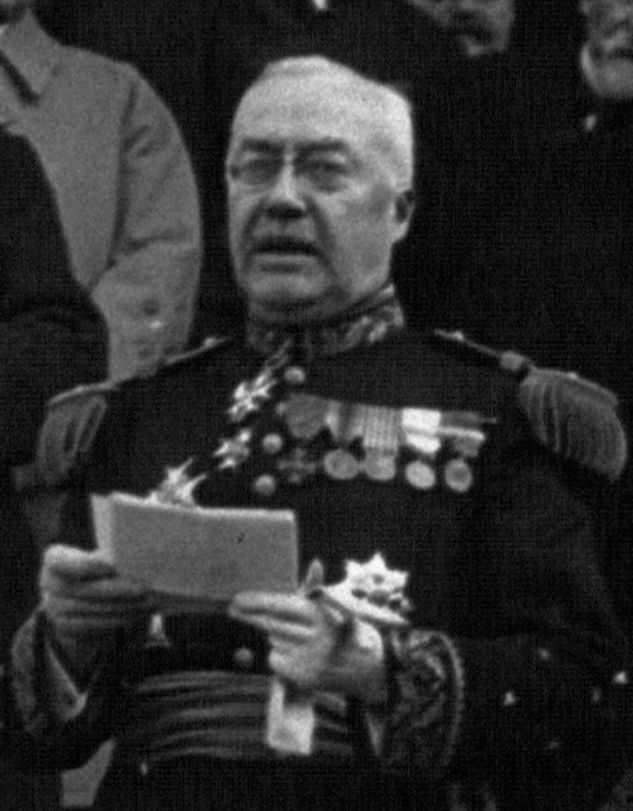
General Charles Louis Joseph Belhague (1932)

Charles Louis Joseph Belhague (* 6. Juli 1871 in Villeneuve-Saint-Georges, Département Val-de-Marne; † 25. Mai 1942 in Paris) war ein französischer Offizier, der zuletzt als General (Général d’Armée) 1939 kurzzeitig Militärgouverneur von Paris sowie zwischen 1939 und 1940 Präsident der Kommission zur Organisation der Befestigung der Regionen CORF (Commission d’organisation des régions fortifiées) war.

## Leben

### Offiziersausbildung, Stabsoffizier und Erster Weltkrieg
Charles Louis Joseph Belhague begann am 21. Oktober 1890 ein Studium an der École polytechnique und wurde am 1. Oktober 1892 als Leutnant (Sous-Lieutenant) zur weiteren Offiziersausbildung an die Schule der Artillerie- und Pioniertruppe (École d'application de l'artillerie et du génie) aufgenommen. Am 1. Oktober 1894 wechselte er als Oberleutnant (Lieutenant) zum 6. Pionierregiment (6e régiment du génie) in Angers sowie am 26. April 1896 zum 1. Pionierregiment (1er régiment du génie). Am 1. April 1897 wurde er zum 2. Pionierregiment (2e régiment du génie), mit dem er am 7. Mai 1897 in die Kolonie Madagaskar verlegt wurde. Dort erfolgte am 21. September 1898 seine Beförderung zum Hauptmann (Capitaine) und war Offizier im Stab der Truppen in Madagaskar, ehe er am 2. April 1900 nach Frankreich zurückkehrte. Daraufhin wurde er ins Kaiserreich China verlegt, wo er an der Niederschlagung des Boxeraufstandes der Bewegung der Verbände für Gerechtigkeit und Harmonie beteiligt war. Nach seiner Rückkehr aus China wurde er am 27. Dezember 1901 zunächst wieder zum 6. Pionierregiment abgeordnet sowie im Anschluss am 6. Dezember 1902 zur Militärschule Saint-Cyr (École spéciale militaire de Saint-Cyr) in Coëtquidan, wo er Assistenzprofessor für Festungswesen wurde. Am 22. August 1904 wechselte er als Assistenzprofessor an der Abteilung für die Genietruppe an die Höhere Kriegsschule (École supérieure de guerre) sowie am 26. September 1906 zum Stab der 29. Infanteriedivision (29eme Division d’infanterie) versetzt. Dort erhielt er am 10. Juli 1907 erhielt er für seine Verdienste das Ritterkreuz der Ehrenlegion. Am 22. Oktober 1908 wechselte er zur 4. Abteilung ins Kriegsministerium (Ministère de la Guerre) und wurde dort am 24. Dezember 1910 zum Major (Chef de Bataillon) befördert. Am 7. März 1911 wurde er Chef des Stabes des 5. Pionierregiments (5eme régiment du génie) sowie am 9. Oktober 1913 wieder Assistenzprofessor an der École supérieure de guerre.
Zu Beginn des Ersten Weltkrieges wurde Belhague am 1. August 1914 zum Generalstab des Heeres abgeordnet und versah dort bis zum 1. März 1915 Dienst. In dieser Verwendung erfolgte am 22. Februar 1915 seine Beförderung zum Oberstleutnant (Lieutenant-Colonel). Er war zwischen dem 1. März und dem 2. Oktober 1915 stellvertretender Chef des Stabes der 1. Armee (1ere armée) unter dem Oberkommandierenden General Pierre Auguste Roques. Anschließend fungierte er zwischen dem 2. Oktober 1915 und dem 9. Januar 1917 als Kommandeur des 162. Infanterieregiments (162e régiment d’infanterie), mit dem er an der Westfront an der Schlacht an der Somme (1. Juli bis 18. November 1916) teilnahm. Während er vom 9. Januar bis zum 9. Mai 1917 stellvertretender Chef des Stabes des Generaladjutanten beim Oberkommandierenden war, wurde ihm am 14. April 1917 mit Wirkung zum 1. April 1917 das Offizierskreuz der Ehrenlegion verliehen. Danach kehrte er am 9. Mai 1917 zur 1. Armee zurück und war dort bis zum 28. Mai 1917 kurzzeitig Chef des Stabes unter dem Oberkommandierenden General Émile Fayolle. Am 21. Mai 1917 wurde er zum Oberst (Colonel) befördert. Er bekleidete danach vom 28. Mai 1917 bis zum 10. November 1918 den Posten als Chef des Stabes der 5. Armee (5e armée) unter dem Oberkommandierenden General Edmond Buat, der am 5. Juli 1918 von General Henri Berthelot abgelöst wurde, ehe am 7. Oktober 1918 General Adolphe Guillaumat diese Funktion übernahm. Für seine Verdienste im Ersten Weltkrieg wurde er mit dem Croix de guerre 1914–1918 ausgezeichnet. 

### Zwischenkriegszeit und Zweiter Weltkrieg
Nach Kriegsende war Oberst Belhague zwischen dem 10. November 1918 und dem 11. April 1919 kommissarischer Kommandeur der 73. Infanteriedivision (73e Division d’infanterie) sowie im Anschluss vom 11. April bis zum 11. August 1919 Kommandeur der 154. Infanteriebrigade (154e Brigade d’infanterie). Am 11. August 1919 wechselte er zur École supérieure de guerre und war dort bis zum 22. Februar 1922 in Personalunion deren stellvertretender Kommandant sowie Direktor für die Ausbildung. In dieser Verwendung erfolgte am 9. November 1920 seine Beförderung zum Brigadegeneral (Général de brigade). Er war zwischen dem 22. Februar und dem 25. April 1922 Kommandeur der Infanterietruppen der 36. Infanteriedivision war und fungierte im Anschluss vom 25. April 1922 bis zum 3. März 1925 als Kommandeur der Eisenbahnbrigade (Brigade des chemins de fer). Daraufhin war er zwischen dem 3. März und dem 22. Dezember 1925 in Personalunion kommissarischer Kommandeur der Ingenieuroffiziere sowie kommissarischer Kommandeur der Truppen- und Kommunikationsdienste der Militärverwaltung von Paris. Des Weiteren gehörte er vom 26. März 1925 bis zum 26. Dezember 1928 der Technischen Ingenieurabteilung des Generalstabes als Mitglied an.
Nach seiner Beförderung zum Generalmajor (Général de division) am 22. Dezember 1925 fungierte Charles Louis Joseph Belhague zwischen dem 22. Dezember 1925 und dem 26. Dezember 1928 wiederum in Personalunion als Kommandeur der Ingenieuroffiziere (Directeur du génie militaire du gouvernement militaire de Paris) sowie Kommandeur der Truppen- und Kommunikationsdienste (Commandant supérieur des troupes et services de communication) der Militärverwaltung von Paris. Zugleich war er vom 12. Mai 1927 bis zum 4. Februar 1929 Mitglied der Kommission für gemischte öffentliche Arbeiten. Am 28. Dezember 1927 wurde er Kommandeur der Ehrenlegion. Am 26. Dezember 1928 wurde er Generalinspekteur für die Genietruppe und Befestigungswesen (inspecteur général du génie et des fortifications) sowie zugleich Präsident der Technischen Ingenieurabteilung des Generalstabes (Président du comité technique du génie) und bekleidete beide Ämter bis zum 6. Juli 1936. Darüber hinaus war er zwischen dem 3. November 1931 und dem 6. Juli 1936 Mitglied des Obersten Kriegsrates (Conseil supérieur de la guerre). Er wurde am 7. Juli 1933 Großoffizier und erhielt zudem am 2. Juli 1936 das Großkreuz der Ehrenlegion. Am 6. Juli 1936 trat er zunächst in den Ruhestand.
Nach Beginn des Zweiten Weltkrieges wurde Belhague in den aktiven Militärdienst zurückbeordert und war zunächst vom 2. bis zum 6. September 1939 kurzzeitig Militärgouverneur von Paris. Am 2. September 1939 erhielt er die Militärmedaille. Zuletzt war er vom 6. September 1939 bis zum 16. Januar 1940 Präsident der Kommission zur Organisation der Befestigung der Regionen CORF (Commission d’organisation des régions fortifiées), die unter anderem für den Bau der Maginot-Linie zuständig war, und trat daraufhin am 16. Januar 1940 endgültig in den Ruhestand. Er wurde außerdem mit dem Ritterkreuz des Ordre du Mérite agricole geehrt.